# Modern femkamp vid olympiska sommarspelen 2008
Vid de olympiska sommarspelen 2008 i Peking fanns två tävlingar i modern femkamp, en för herrar och en för damer.
Fäktningen och skyttet gick i Fäktningshallen vid Nationella konferenscentret, löpning och ridning vid Olympiska sportcentret, och simningen i Ying Tung-hallen.

## Medaljörer
| Spel               | Guld                     | Silver                      | Brons                          |
| Herrar Detaljer... | Andrej Moisejev Ryssland | Edvinas Krungolcas Litauen  | Andrejus Zadneprovskis Litauen |
| Damer Detaljer...  | Lena Schöneborn Tyskland | Heather Fell Storbritannien | Viktorija Teresjtjuk Ukraina   |

## Medaljtabell
| Pl. | Nation         | Guld | Silver | Brons | Totalt |
| --- | -------------- | ---- | ------ | ----- | ------ |
| 1   | Ryssland       | 1    | 0      | 0     | 1      |
| 1   | Tyskland       | 1    | 0      | 0     | 1      |
| 3   | Litauen        | 0    | 1      | 1     | 2      |
| 4   | Storbritannien | 0    | 1      | 0     | 1      |
| 5   | Ukraina        | 0    | 0      | 1     | 1      |

## Herrar
| Placering | Land     | Deltagare              | Poäng |
| --------- | -------- | ---------------------- | ----- |
| 1         | Ryssland | Andrej Moisejev        | 5632  |
| 2         | Litauen  | Edvinas Krungolcas     | 5548  |
| 3         | Litauen  | Andrejus Zadneprovskis | 5524  |
| 4         | Kina     | Qian Zenhua            | 5516  |
| 5         | Tyskland | Steffen Gebhardt       | 5480  |
| 6         | Tjeckien | Michal Michalik        | 5460  |
| 7         | Ukraina  | Pavlo Tymosjtjenko     | 5436  |
| 8         | Mexiko   | Oscar Soto             | 5420  |

Datum: 21 augusti 2008, Början: 8:30, Slut: 20:00 (lokal tid)

## Damer
| Placering | Land           | Deltagare             | Poäng |
| --------- | -------------- | --------------------- | ----- |
| 1         | Tyskland       | Lena Schöneborn       | 5792  |
| 2         | Storbritannien | Heather Fell          | 5752  |
| 3         | Ukraina        | Viktorija Teresjtjuk  | 5672  |
| 4         | Belarus        | Anastasija Samusevitj | 5640  |
| 5         | Kina           | Qian Chen             | 5612  |
| 6         | Polen          | Paulina Boenisz       | 5564  |
| 7         | Storbritannien | Katy Livingston       | 5548  |
| 8         | Egypten        | Aya Medany            | 5544  |

Datum: 22 augusti 2008, Början: 8:30, Slut: 20:00 (lokal tid)

## Galleri

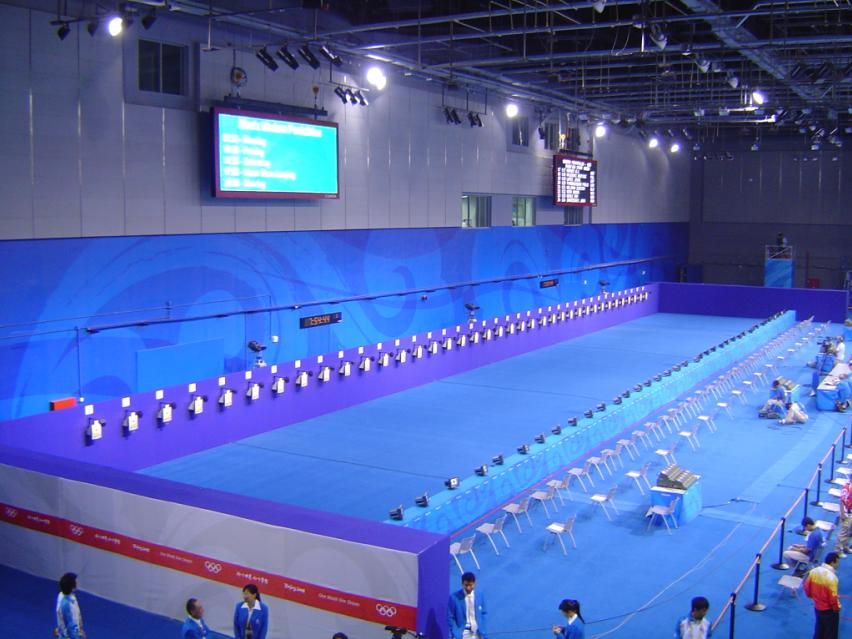
Skytte
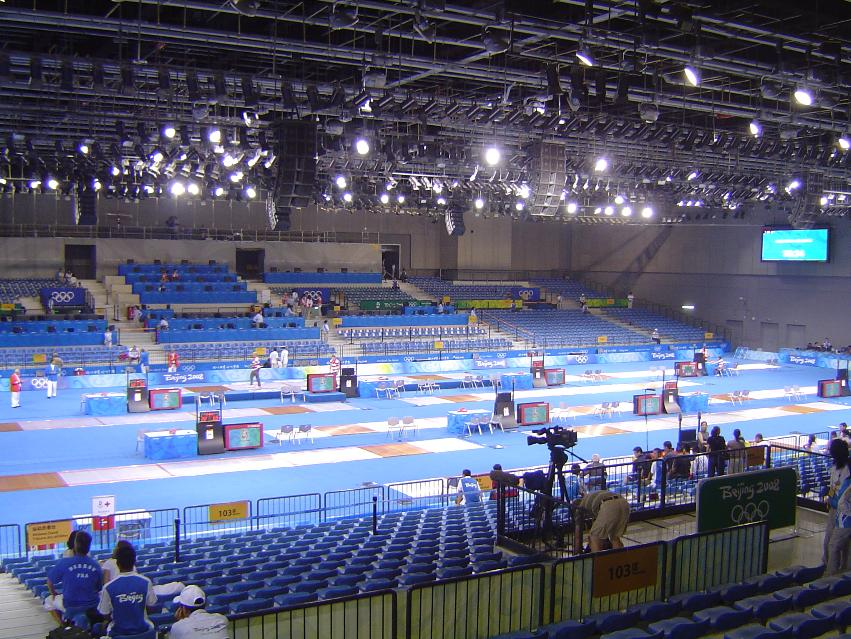
Fäktning
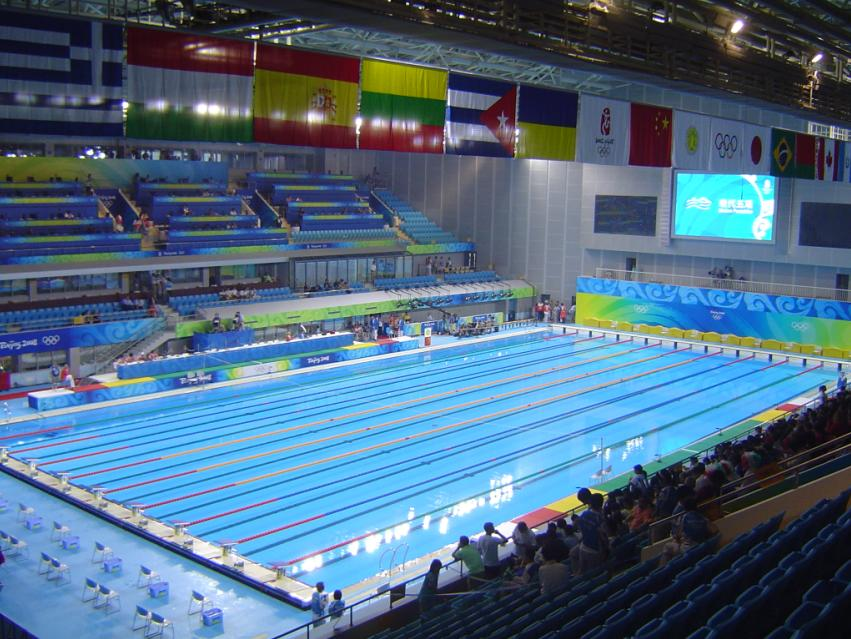
Simning
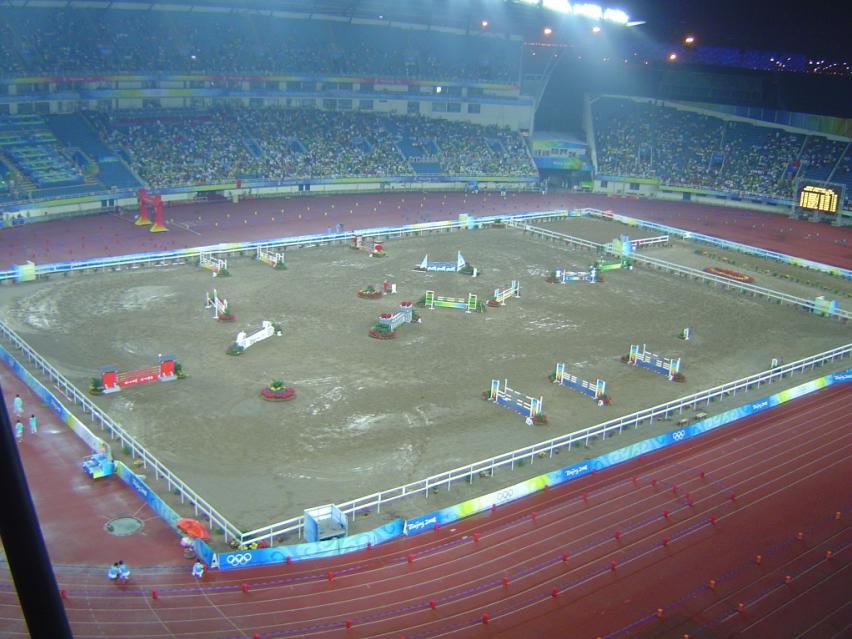
Ridsport och löpning